# 双江镇 (通道县)
双江镇，是中华人民共和国湖南省怀化市通道侗族自治县下辖的一个乡镇级行政单位。

## 行政区划
双江镇下辖以下地区：
城北社区、城南社区、城中社区、城东村、塘冲村、杆子村、吉利村、大寨村、牙寨村、长寨村、桥头村、寨上村、马家坝村、烂阳村、红香村、芋头村、上团村、琵琶村和罗武村。